# Helmut Harff
Helmut Harff (* 5. Juni 1939 in Mönchengladbach; † 8. September 2018) war ein deutscher Brigadegeneral des Heeres der Bundeswehr.

## Leben
Im Alter von neunzehn Jahren wurde Harff Offizieranwärter im Fallschirmjägerbataillon 262. Er absolvierte den Einzelkämpferlehrgang, die Fallschirmsprungausbildung und studierte im Rahmen der Offizierausbildung Betriebswirtschaft. Von 1973 bis 1975 absolvierte er den 16. Generalstabslehrgang Heer an der Führungsakademie der Bundeswehr in Hamburg, wo er zum Offizier im Generalstabsdienst ausgebildet wurde. Er besuchte das NATO Defence College der NATO in Rom. Harff war unter anderem Lehrgangsleiter an der Hamburger Führungsakademie der Bundeswehr.
1990 wurde er im Rang eines Obersts Kommandeur der Luftlandebrigade 26 Saarland. Von 1993 bis 1994 kommandierte er das erste deutsche Kontingent im Rahmen von UNOSOM II in Somalia. Ab 1997 war er Stabschef der multinationalen Division in Mostar und vom Dezember 1998 bis Juni 1999 als Brigadegeneral Kommandeur der deutschen Kräfte im Kosovo. Nach diesem Einsatz ging Harff im November 1999 in Ruhestand.
Helmut Harff war von 1962 bis zum Tod seiner ersten Frau im Januar 2000 verheiratet und hatte aus dieser Ehe zwei Töchter. Im Juli 2001 heiratete er eine Mitarbeiterin des Diplomatischen Dienstes und lebte mit ihr mehrere Jahre in Damaskus. Harff verstarb nur drei Monate nach dem Tod seiner zweiten Frau.
Bis zu seinem Tod war er Geschäftsführer des Verteidigungsausschusses beim Bundesverband der Deutschen Industrie.
Harff war verheiratet, evangelisch und hatte zwei Töchter.

## Trivia
Bekannt wurde Harff in der Öffentlichkeit auch durch seine deutlichen Worte und seine zuweilen scharfe Umgangsart. So musste der Staatssekretär Peter Wichert gegenüber den französischen Bündnispartnern die Wogen glätten, nachdem Harff öffentlich über deren Schwäche philosophiert hatte. Harff über die französischen Truppen in Mitrovica am 11. August 1999 im Deutschlandradio: „Ich meine, man sollte durchaus von der Möglichkeit eines Warnschusses Gebrauch machen, bevor man sich verprügeln und schlagen läßt.“
Beim Einmarsch ins Kosovo stellte Harff fest, dass eine serbische Einheit entgegen der mit dem Oberkommando in Belgrad getroffenen Vereinbarung den Grenzübergang nach Albanien bei Morina nicht zum vereinbarten Zeitpunkt geräumt hatte. Daraufhin gab der General dem serbischen Befehlshaber eine Frist von 30 Minuten, um die Stellungen zu verlassen. Als der serbische Oberst auf Zeit spielte und immer noch weiter verhandeln wollte, sah Harff auf die Uhr und sagte: „Die Frist läuft aus. Ende der Diskussion. Sie haben jetzt noch 28 Minuten.“ Dieses Gespräch wurde von AP News filmisch festgehalten (0:41 – 0:58).
2006 kritisierte Harff, neben weiteren Offizieren, deutlich das Führungsverhalten des Befehlshabers im Kongo-Einsatz, Generalleutnant Karlheinz Viereck.
Seine Art der Kommunikation und seines Auftretens brachte ihm von seinen Kameraden den Spitznamen „Habicht“ ein, der auch von den Medien übernommen wurde. In der Truppe bürgerte sich nach Harffs Auftritt am Grenzübergang Morina, die Redewendung „Sie wurden geharfft!“ ein.

## Auszeichnungen
- Verdienstkreuz 1. Klasse des Verdienstordens der Bundesrepublik Deutschland
- Ehrenkreuz der Bundeswehr in Gold
- Am 25. Mai 2019 wurde das Stabsgebäude des Deutschen Einsatzkontingentes KFOR in Pristina von Kommandeur Jan Heymann in Haus Brigadegeneral Harff umbenannt. In Anwesenheit des stellvertretenden Kommandeurs der KFOR-Mission, des österreichischen Brigadiers Reinhard Ruckenstuhl, wurde die Plakette enthüllt und beleuchtet.